# Маром, Элиэзер
Э́ли «Ча́йни» Маро́м (ивр. אלי מרום‎; полное имя — Элиэ́зер А́льфред Маро́м, ивр. אליעזר אלפרד מרום‎, вариант написания фамилии: Мару́м; род. 13 ноября 1955, лагерь переселенцев «Шаар-ха-Алия», Хайфа, Израиль) — вице-адмирал запаса Армии обороны Израиля; Командующий Военно-морских сил Израиля с октября 2007 года по октябрь 2011 года. Председатель Совета директоров Управления аэропортов Израиля с 2014 года по 2018 год.

## Биография

### Семейная история
Отец Марома, Арик (Эрих) Марум (21 августа 1911—9 ноября 1988), родился во Франкфурте-на-Майне, Германия, в семье состоятельных торговцев и потерял отца в возрасте 13 лет. В возрасте 18 лет Эрих Марум выехал из Германии, жил в Канаде, затем перебрался в Чехословакию, в 1933 году вернулся на короткое время в Германию, затем переехал в Нидерланды. В 1935 году хотел вернуться в Германию вследствие введённых в Нидерландах ограничений на трудоустройство иностранцев, но при пересечении границы был задержан гестапо и сослан в концлагерь, однако был выпущен из лагеря под подписку покинуть Германию. Выросший в светской семье Эрих Марум на тот момент не рассматривал переезд в Палестину как вариант, и ему удалось получить въездную визу в Китай, куда он переехал в мае 1936 года.
В Шанхае Эрих Марум, работавший управляющим в ночном клубе, познакомился с Лю Це (в дальнейшем сменившей имя на Лея Марум) (15 марта 1917—17 ноября 1993), выросшей в буддистской семье, хоть её мать и приняла в дальнейшем христианство. Пара поженилась, и в 1943 году у них родилась первая дочь, Ализа. Вскоре после этого по требованию оккупационных японских властей Эрих Марум был оторван от семьи и переселён в шанхайское еврейское гетто, откуда смог выйти только после освобождения гетто в 1945 году. Марум с женой и дочерью переехал в город Циндао, где открыл ресторан «Чарли’з кафе». Кроме дочки Ализы у пары родилось ещё пятеро детей: Эрнест (Исраэль) (род. 1947), Сесил (Моше) (род. 1949), Хеди (Рахель) (род. 1950), Джордж (Цви) (1952—2022) и Ирин (Рут) (род. 1954). Дети семьи учились в еврейской школе, и семья посещала синагогу в Циндао.
После прихода к власти Коммунистической партии Китая новые власти всё ещё позволяли Маруму управлять рестораном, однако в 1952 году по указанию властей он был вынужден закрыть ресторан. Эрих и Лея пытались выехать из Китая, но китайские власти отказывались выдать Лее Марум и детям разрешение на выезд. В конце концов, благодаря вмешательству международных организаций семье удалось выехать в Израиль летом 1955 года. Семья провела несколько месяцев в лагере для переселенцев «Шаар-ха-Алия» в Хайфе, где 13 ноября 1955 года и родился седьмой сын — Элиэзер Маром. В конце 1955 года семья переехала в мошав Сде-Элиэзер в Верхней Галилее.

### Военная карьера
В 1969 году Эли Маром поступил на учёбу на инженерное отделение Школы морских офицеров в Акко.
По окончании школы участвовал в экспедиции торгового флота в Южную Африку и, вернувшись в Израиль, был призван на службу в Армии обороны Израиля. В январе 1974 года поступил на капитанские курсы. В 1975 году, по окончании курсов, был назначен бортинженером (ивр. קצין מכונה‎) ракетного катера.
Окончив должность бортинженера, Маром прошёл переквалификацию и был назначен офицером обнаружения, навигации и связи на ракетном катере. Далее с 1991 по 1993 год командовал ракетным катером типа «Саар-4» «Ацмаут».
В дальнейшем исполнял должности командира эскадры (ивр. פלגה‎) ракетных катеров, командира Школы военно-морского командования, главы департамента в Разведывательном управлении ВМС и командира Флотилии ракетных катеров.
В 1999 году был повышен в звании до контр-адмирала (бригадного генерала) и назначен командиром Хайфской военно-морской базы и северного сектора ВМС.

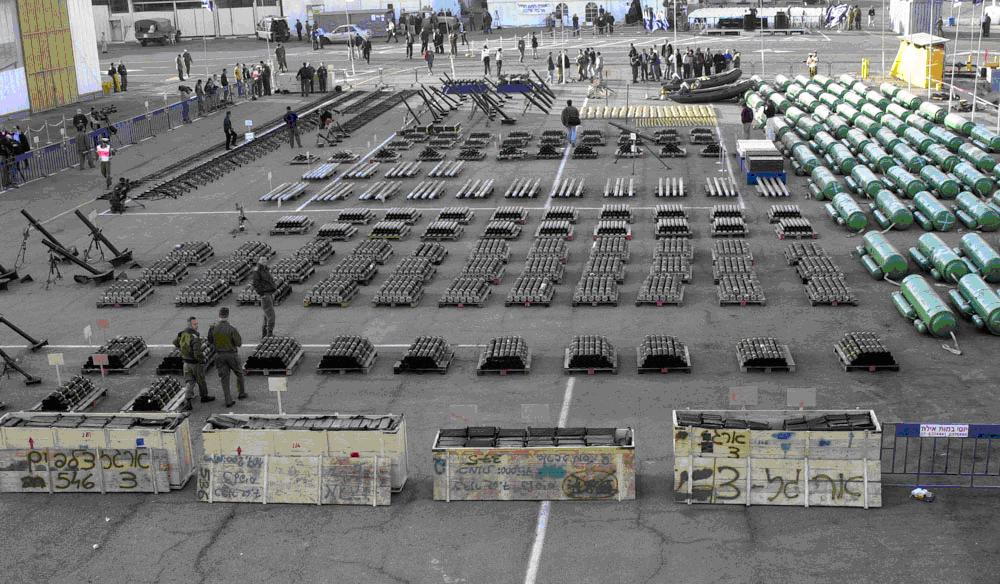
Оружие, захваченное в операции «Ноев ковчег» под командованием Марома

В 2001 году был назначен главой Управления морских операций ВМС. В этой должности командовал операцией «Ноев ковчег» (ивр. תיבת נוח‎) по захвату судна «Карин А», перевозившего контрабандный груз оружия.
С 2003 по 2004 год был главой Управления штаба ВМС.
С 2004 года служил представителем Армии обороны Израиля в Межвидовом командовании Вооружённых сил США, а в 2005 году был назначен военным атташе Израиля в Сингапуре.
9 октября 2007 года Маром был повышен в звании до вице-адмирала (генерал-майора) и назначен Командующим ВМС Израиля, сменив на посту вице-адмирала Давида Бен Баашата, вышедшего в отставку после критики, направленной против организации действий ВМС в ходе Второй ливанской войны. Маром стал первым Командующим ВМС, начавшим службу по специальности бортинженер.
В марте 2009 года журналист Буки Наэ опознал Марома среди посетителей тель-авивского стрип-клуба GoGo Girls, и вследствие публикации сведений о данном событии и развернувшегося обсуждения в прессе Маром был вынужден обратиться с письмом к Начальнику Генштаба, Габи Ашкенази, и выразить сожаление в связи с ущербом, нанесённым его поведением имиджу Армии обороны Израиля. Ашкенази объявил устный выговор Марому, но воздержался от принятия дополнительных мер в его отношении.
В качестве Командующего ВМС Маром осуществлял руководство флотом во время операции «Литой свинец» в секторе Газа, операции «Четыре вида» по захвату судна Francop, перевозившего контрабандный груз оружия в ноябре 2009 года, операции «Небесные ветра» по перехвату турецкой «Флотилии свободы» в мае 2010 года, а также во время операции по захвату контейнеровоза «Виктория», перевозившего груз оружия в марте 2011 года. Под командованием Марома деятельность израильских ВМС значительно расширилась: было возобновлено боевое присутствие в Красном море, совершён ряд секретных операций вне пределов Израиля.
4 августа 2011 года вышло сообщение о решении министра обороны Эхуда Барака утвердить назначение контр-адмирала Рама Ротберга преемником Марома на посту Командующего ВМС, накануне выхода Марома в запас из армии. Ротберг сменил Марома на посту 6 октября 2011 года.
В мае 2012 года 7-й уголовный суд Стамбула принял к рассмотрению обвинительное заключение, поданное турецким обвинителем против Марома, Начальника Генштаба Габи Ашкенази, главы Управления военной разведки Амоса Ядлина и главы Разведывательного управление ВВС Авишая Леви с требованием приговорить обвиняемых к девяти пожизненным срокам заключения за убийство девяти турецких граждан в ходе перехвата турецкой «Флотилии свободы» у берегов сектора Газа в мае 2010 года. Дело было закрыто в декабре 2016 года вследствие договора между Израилем и Турцией в отношении примирения по конфликту, связанному с перехватом «Флотилии свободы».

### После выхода в запас
После выхода в запас из армии Маром предоставлял услуги стратегического консалтинга различным компаниям в рамках своей компании Marom Eliezer Strategic Planning, проводил лекции и публиковал статьи на тему национальной безопасности и был председателем израильской некоммерческой организации Lehetiv, занимающейся поддержкой семей в бедных кварталах.
Также Марому принадлежит доля в ряде компаний, включая O.S.D. Offshore Drilling Services, Selectmedia International и AthenApp.
В январе 2015 года Маром вошёл в состав Совета директоров Управления аэропортов Израиля на основании рекомендации министра транспорта Исраэля Каца выставить его кандидатуру на пост председателя Совета директоров управления. 22 января 2015 года назначение Марома на пост председателя Совета директоров Управления аэропортов Израиля было утверждено правительством Израиля, и он вступил на пост в феврале 2015 года. Исполнял данную должность на полставки, параллельно продолжая заниматься частным бизнесом. Вследствие заведённого против Марома уголовного дела его каденция на посту не была продлена по её истечении в конце 2018 года.

### Уголовное дело
В июле 2017 года Маром был вызван на допрос Полиции Израиля в качестве подозреваемого по уголовному делу, получившему название «Дело о подводных лодках» (ивр. פרשת הצוללות‎) или «Дело № 3000».
В рамках данного дела в отношении Марома возникло подозрение, что в 2009 году, будучи Командующим ВМС, Маром вместе с заместителем главы Совета национальной безопасности Израиля Авриэлем Бар-Йосефом склонил руководство немецкого концерна ThyssenKrupp заменить своего израильского агента на приближённого к Марому бизнесмена Михаэля (Мики) Ганора накануне заключения концерном сделки о приобретении Израилем подводных лодки типа «Дольфин» и дополнительных военных судов. Полиция высказала подозрение, что Маром и Бар-Йосеф ожидали получить за свои усилия долю в комиссионных на сумму в миллионы евро, полагающихся Ганору в результате заключения данной сделки. Полиции также удалось выяснить, что после выхода в запас из армии Маром получил от Ганора сумму в 600 тысяч шекелей под предлогом получения вознаграждения за консультационные услуги. 8 ноября 2018 года полиция передала дело на рассмотрение прокураторы с рекомендацией отдать Марома (вместе с другими подозреваемыми) под суд по обвинению в получении взятки, обмане и нарушении доверия, совершёнными группой лиц, уголовном сговоре, отмывании капитала и фиктивном документообороте по НДС.
5 декабря 2019 года Генеральный прокурор Израиля Шай Ницан объявил о решении прокуратуры отдать Марома и ряд дополнительных лиц под суд, подав против Марома обвинительное заключение с обвинениями в получении взятки, отмывании капитала и налоговых преступлениях. Как принято в уголовных делах о тяжких преступлениях подача обвинительного заключения была обусловлена проведением слушания защиты обвиняемых в прокуратуре, назначенного на вторую половину 2020 года.
В ответ на подозрения Маром заявил, что действительно продвигал назначение Ганора, порекомендованного ему Авриэлем Бар-Йосефом, агентом концерна ThyssenKrupp, однако руководствовался исключительно пониманием, что данное назначение целесообразно и служит интересам армии. В отношении средств, перечисленных ему в дальнейшем Ганором, Маром заявил, что оказывал Ганору консультационные услуги в течение двух лет после ухода из армии, и оплата, после уплаты налогов составившая сумму в 250 тысяч шекелей, была весьма скромной за реально оказанные услуги.
10 мая 2021 года прокуратура уведомила Марома о решении по результатам проведённого слушания не предъявлять Марому (а также адвокату Ганора, Давиду Шимрону) обвинение по делу и закрыть дело в его отношении, при этом подав обвинительное заключение по «Делу о подводных лодках» против Ганора, Бар-Йосефа и ряда других лиц.
Вследствие петиции, поданной некоммерческой организацией «Движение за качество власти в Израиле» в Высший суд справедливости Израиля с требованием опубликовать мотивировку решения прокуратуры закрыть дело против Марома и Шимрона, прокуратура сообщила, помимо прочего, что собранные в ходе следствия доказательства не позволяли однозначно обосновать утверждение об ожидании и согласии Марома получить взятку за его действия в пользу Ганора, предпринятые ещё в 2009 году, а также утверждение об осознании Маромом того факта, что сумма, выплаченная Ганором Марому после ухода последнего из армии, представляла собой взятку, а не оплату за консультационные услуги. Прокуратура отметила также, что, хоть в действиях Марома во время военной службы и прослеживался состав преступления злоупотребления доверием, срок давности по этому преступлению истёк до начала следствия.

### После закрытия уголовного дела
По признанию Марома уголовное расследование нанесло тяжёлый удар по его карьерным планам.
В начале 2023 года Маром совместно с бизнесменом Давидом Штернбергом учредил кипрскую авиакомпанию Airwaze, однако компания обанкротилась в течение года со своего учреждения.
21 июля 2024 года правительство Израиля утвердило назначение Марома на пост главы Администрации по восстановлению населённых пунктов на севере Израиля, пострадавших вследствие атак из Ливана в ходе войны в Газе. Назначение было утверждено несмотря на разногласия между Управлением государственной службы и офисом Юридического советника правительства, представители которого считали, что в ходе процедуры принятия решения о назначении не были должным образом проверены прошлые уголовные подозрения против Марома. Против назначения была подана петиция в Верховный суд. Несмотря на то, что и сам Нетаньяху взвешивал смену Марома на должности, в конечном счёте Маром остался на посту. Осенью 2024 года Маром представил план по восстановлению населённых пунктов севера Израиля, требующий выделения бюджета в 31 миллиард шекелей для осуществления плана, однако Министерство финансов выразило несогласие с данным планом, заявив о намерении ограничить требуемый бюджет на первой стадии суммой 3 миллиарда шекелей. 15 декабря 2024 года Маром подал в отставку с должности.

### Образование и личная жизнь
За время службы Маром окончил учёбу в Колледже национальной безопасности Армии обороны Израиля и на курсе повышенного типа в Школе морского командования. Также находился на обучении в рамках программы управления международной безопасностью Военно-морских сил США и в рамках программы менеджмента Гарвардской школы бизнеса.
Также получил степень магистра Хайфского университета (в области социологии).
Состоит в движении «Ха-Битхонистим» (ивр. הביטחוניסטים‎), призывавшем, помимо прочего, к аннексии Израилем Западного берега реки Иордан.
Женат на Оре Маром, отец троих детей (сын и две дочери). Жил в городе Кармиэль, затем в квартале Азорей-Хен в Тель-Авиве.
Сын Марома, Элад, командовал ракетным катером «Ницахон» ВМС Израиля и дослужился до звания капитана 2-го ранга (сган-алуф), однако был вынужден завершить свою службу вследствие нарушения в сфере информационной безопасности.

## Публикации
- אלוף אליעזר מרום ים פתוח וחוף בטוח (Вице-адмирал Элиэзер Маром, «Открытое море и безопасный берег»), Ynet (1.10.11) (Архивная копия от 1 декабря 2011 на Wayback Machine) (иврит)
- אלוף (מיל') אליעזר (צ'ייני) מרום המשוואה החדשה: שקט לא ייענה בשקט ישראל היום, 19.5.21 (Вице-адмирал запаса Элиэзер (Чайни) Маром, «Новое уравнение: затишье не будет встречено затишьем», «Исраэль ха-йом» (19.5.21)) (Архивировано 16 декабря 2023 года.) (иврит)
- אלוף (מיל') אליעזר (צ'ייני) מרום ישראל צריכה להבהיר: ירושלים מחוץ לתחום ההסדרה ישראל היום, 1.6.21 (Вице-адмирал запаса Элиэзер (Чайни) Маром, «Израиль должен разъяснить: вопрос Иерусалима не подлежит урегулированию», «Исраэль ха-йом» (1.6.21)) (Архивировано 16 декабря 2023 года.) (иврит)
- אלוף (מיל') אליעזר (צ'ייני) מרום מחסן טילים שירד למצולות: הצי האיראני חטף מכה קשה ישראל היום, 3.6.21 (Вице-адмирал запаса Элиэзер (Чайни) Маром, «Ракетный склад, погрузившийся в пучину: иранский флот получил тяжёлый удар», «Исраэль ха-йом» (3.6.21)) (Архивировано 16 декабря 2023 года.) (иврит)
- אלוף (מיל') אליעזר (צ'ייני) מרום בעזה, בלבנון ובאיראן בוחנים את השלטון החדש בישראל ישראל היום, 15.6.21 (Вице-адмирал запаса Элиэзер (Чайни) Маром, «В Газе, Ливане и Иране испытывают новую власть в Израиле», «Исраэль ха-йом» (15.6.21)) (Архивировано 16 декабря 2023 года.) (иврит)
- אלוף (מיל') אליעזר (צ'ייני) מרום תקיפת האוניה: ראוי לחזור למערכה חשאית ישראל היום, 4.7.21 (Вице-адмирал запаса Элиэзер (Чайни) Маром, «Атака на корабль: следует вернуться к секретным методам ведения борьбы», «Исраэль ха-йом» (4.7.21)) (Архивировано 16 декабря 2023 года.) (иврит)
- אלוף (מיל') אליעזר (צ'ייני) מרום מדינת לבנון? כבר אין דבר כזה ישראל היום, 22.7.21 (Вице-адмирал запаса Элиэзер (Чайни) Маром, «Государство Ливан? Такого уже нет», «Исраэль ха-йом» (22.7.21)) (Архивировано 16 декабря 2023 года.) (иврит)
- אלוף (מיל') אליעזר (צ'ייני) מרום תקיפת האונייה חשפה את ארגז הכלים הריק של איראן ישראל היום, 1.8.21 (Вице-адмирал запаса Элиэзер (Чайни) Маром, «Атака на корабль раскрыла пустой арсенал инструментов Ирана», «Исраэль ха-йом» (1.8.21)) (Архивировано 16 декабря 2023 года.) (иврит)
- אלוף (מיל') אליעזר (צ'ייני) מרום הטרור הימי של איראן: מדינות המערב חייבות לפעול ישראל היום, 4.8.21 (Вице-адмирал запаса Элиэзер (Чайни) Маром, «Морской террор Ирана: страны Запада обязаны действовать», «Исраэль ха-йом» (4.8.21)) (Архивировано 16 декабря 2023 года.) (иврит)
- אלוף (מיל') אליעזר (צ'ייני) מרום ישראל מוכרחה לשמור על האופציה הצבאית מול איראן ישראל היום, 7.11.21 (Вице-адмирал запаса Элиэзер (Чайни) Маром, «Израиль обязан сохранять военную опцию против Ирана», «Исраэль ха-йом» (7.11.21)) (Архивировано 16 декабря 2023 года.) (иврит)
- אלוף (מיל') אליעזר (צ'ייני) מרום ים של סכנות: עכשיו יותר מתמיד — צריך לפקח על הגבולות הימיים ישראל היום, 6.12.21 (Вице-адмирал запаса Элиэзер (Чайни) Маром, «Море опасностей: ныне пуще прежнего следует осуществлять надзор над морскими границами», «Исраэль ха-йом» (6.12.21)) (Архивировано 16 декабря 2023 года.) (иврит)
- אלוף (מיל') אליעזר (צ'ייני) מרום גנץ, אל תנטוש את לוחמי השייטת ישראל היום, 8.12.21 (Вице-адмирал запаса Элиэзер (Чайни) Маром, «Ганц, не бросай бойцов „Шайетет“», «Исраэль ха-йом» (8.12.21)) (Архивировано 16 декабря 2023 года.) (иврит)
- אלוף (מיל') אליעזר (צ'ייני) מרום המצב מול איראן — הקשה ביותר אי פעם ישראל היום, 26.12.21 (Вице-адмирал запаса Элиэзер (Чайни) Маром, «Ситуация с Ираном — самая тяжёлая за всё время», «Исраэль ха-йом» (26.12.21)) (Архивировано 16 декабря 2023 года.) (иврит)
- אלוף (מיל') אליעזר (צ'ייני) מרום המבצע שהוכיח: אין גבול לתעוזת הלוחמים ישראל היום, 3.1.22 (Вице-адмирал запаса Элиэзер (Чайни) Маром, «Операция, доказавшая, что у отваги бойцов нет границ», «Исраэль ха-йом» (3.1.22)) (Архивировано 16 декабря 2023 года.) (иврит)
- אלוף (מיל') אליעזר (צ'ייני) מרום תובנות מפקד המבצע — עשרים שנים למבצע תיבת נוח מערכות, 6.1.22 (Вице-адмирал запаса Элиэзер (Чайни) Маром, «Инсайты командующего операцией — десять лет после операции „Ноев ковчег“», «Маарахот» (6.1.22)) (Архивная копия от 7 марта 2022 на Wayback Machine) (иврит)
- אלוף (מיל') אליעזר (צ'ייני) מרום הביקור בבחריין: הזדמנות לחזק קשרים — ולהרתיע את מנהיגי איראן ישראל היום, 4.2.22 (Вице-адмирал запаса Элиэзер (Чайни) Маром, «Визит в Бахрейне: шанс укрепить связи и сдержать лидеров Ирана», «Исраэль ха-йом» (4.2.22)) (Архивировано 16 декабря 2023 года.) (иврит)
- אלוף (מיל') אליעזר (צ'ייני) מרום צו השעה: להקים מערך מודיעין של המשטרה נגד טרור ישראל היום, 5.4.22 (Вице-адмирал запаса Элиэзер (Чайни) Маром, «Срочная необходимость: учреждение контртеррористического разведывательного подразделения в полиции», «Исраэль ха-йом» (5.4.22)) (Архивировано 16 декабря 2023 года.) (иврит)
- אלוף (מיל') אליעזר (צ'ייני) מרום טביעתה ושקיעתה של מוסקבה ישראל היום, 17.4.22 (Вице-адмирал запаса Элиэзер (Чайни) Маром, «Затопление „Москвы“», «Исраэль ха-йом» (17.4.22)) (Архивировано 14 декабря 2022 года.) (иврит)
- אלוף (מיל') אליעזר (צ'ייני) מרום חזרת הנחתות: שיפור משמעותי ליכולת להכריע ישראל היום, 23.5.22 (Вице-адмирал запаса Элиэзер (Чайни) Маром, «Возвращение десантных кораблей: значительное улучшение способности одержать победу», «Исраэль ха-йом» (23.5.22)) (Архивировано 16 декабря 2023 года.) (иврит)
- אלוף (מיל') אליעזר (צ'ייני) מרום ההגנה הטובה ביותר היא ההתקפה ישראל היום, 3.7.22 (Вице-адмирал запаса Элиэзер (Чайни) Маром, «Лучшая защита — это нападение», «Исраэль ха-йом» (3.7.22)) (Архивировано 16 декабря 2023 года.) (иврит)
- אלוף (מיל') אליעזר (צ'ייני) מרום ישראל לא הגיבה לאיום — ונסראללה הניח את האקדח על השולחן ישראל היום, 28.7.22 (Вице-адмирал запаса Элиэзер (Чайни) Маром, «Израиль не прореагировал на угрозу — и Насралла положил пистолет на стол», «Исраэль ха-йом» (28.7.22)) (Архивировано 16 декабря 2023 года.) (иврит)
- אלוף (מיל') אליעזר (צ'ייני) מרום אינטרס ישראלי: השגת מאזן אימה מול לבנון מצדיקה הסכם ישראל היום, 11.10.22 (Вице-адмирал запаса Элиэзер (Чайни) Маром, «Израильский интерес: достижение равновесия сил устрашения с Ливаном оправдывает заключение договора», «Исраэль ха-йом» (11.10.22)) (Архивировано 16 декабря 2023 года.) (иврит)
- אלוף (מיל') אליעזר (צ'ייני) מרום הסכם הגז עם לבנון מחליש את חיזבאללה ישראל היום, 19.10.22 (Вице-адмирал запаса Элиэзер (Чайни) Маром, «Договор о газе с Ливаном ослабляет „Хезболлу“», «Исраэль ха-йом» (19.10.22)) (Архивировано 16 декабря 2023 года.) (иврит)
- אלוף (מיל') אליעזר (צ'ייני) מרום המפה שמוכיחה: ישראל ויתרה על שטחים ריבוניים בהסכם הגבול הימי עם לבנון ישראל היום, 21.10.22 (Вице-адмирал запаса Элиэзер (Чайни) Маром, «Карта, доказывающая, что Израиль уступил свои суверенные территории в договоре о морской границе с Ливаном», «Исраэль ха-йом» (21.10.22)) (Архивировано 14 декабря 2022 года.) (иврит)
- אלוף (מיל') אליעזר (צ'ייני) מרום בן גביר, פעל בממלכתיות — וצא מצה"ל ישראל היום, 1.12.22 (Вице-адмирал запаса Элиэзер (Чайни) Маром, «Бен Гвир, действуй, руководствуясь государственными интересами — и отстань от Армии обороны Израиля», «Исраэль ха-йом» (1.12.22)) (Архивировано 14 декабря 2022 года.) (иврит)
- אלוף (מיל') אליעזר (צ'ייני) מרום תקיפת המכלית: איראן צריכה לשלם מחיר ישראל היום, 19.2.23 (Вице-адмирал запаса Элиэзер (Чайни) Маром, «Атака на танкер: Иран должен заплатить цену», «Исраэль ха-йом» (19.2.23)) (Архивировано 16 декабря 2023 года.) (иврит)
- אלוף (מיל') אליעזר (צ'ייני) מרום בני, תציל אותנו: אלוף במיל' אליעזר (צ'ייני) מרום במכתב אישי לגנץ ישראל היום, 24.3.23 (Вице-адмирал запаса Элиэзер (Чайни) Маром, «„Бени, спаси нас“: Генерал-майор запаса Элиэзер (Чайни) Маром в личном письме Ганцу», «Исраэль ха-йом» (24.3.23)) (Архивировано 16 декабря 2023 года.) (иврит)
- אלוף (מיל') אליעזר (צ'ייני) מרום האיום של גלנט מוכיח: ישראל הפסיקה את מדיניות ההכלה בצפון ישראל היום, 9.8.23 (Вице-адмирал запаса Элиэзер (Чайни) Маром, «Угроза Галанта доказывает: Израиль прекратил политику сдерживания на севере», «Исраэль ха-йом» (9.8.23)) (Архивировано 16 декабря 2023 года.) (иврит)
- אלוף (מיל') אליעזר (צ'ייני) מרום הצבא תחת מתקפה, ולנתניהו נותר רק מהלך חד-צדדי לשלוף (Вице-адмирал запаса Элиэзер (Чайни) Маром, «Армия под атакой, и Нетаньяху остаётся только предпринять только один односторонних ход»), N12 (17.8.23) (Архивировано 15 декабря 2023 года.) (иврит)
- אלוף (מיל') אליעזר (צ'ייני) מרום שוב הפתעת אוקטובר: ההירדמות בשמירה מעלה חשש לעימותים גם בצפון — ובערים המעורבות ישראל היום, 7.10.23 (Вице-адмирал запаса Элиэзер (Чайни) Маром, «Вновь неожиданность в октябре: Дрёма на посту вызывает опасение относительно конфронтации на севере и в смешанных городах», «Исраэль ха-йом» (7.10.23)) (Архивировано 15 декабря 2023 года.) (иврит)
- אלוף (מיל') אליעזר (צ'ייני) מרום נאום התוכחה של גולדפוס: קריאת השכמה מפיו של מפקד אמיץ ישראל היום, 14.3.24 (Вице-адмирал запаса Элиэзер (Чайни) Маром, «Укоризненная речь Голдфуса: призыв к пробуждению из уст храброго командира», «Исраэль ха-йом» (14.3.24)) (Архивировано 12 апреля 2024 года.) (иврит)
- אלוף (מיל') אליעזר (צ'ייני) מרום הנתיב לסיוע הומניטרי לעזה ישמש גם להברחות ישראל היום, 17.3.24 (Вице-адмирал запаса Элиэзер (Чайни) Маром, «Маршрут гуманитарной помощи в Газу будет использован и для контрабанды», «Исраэль ха-йом» (17.3.24)) (Архивировано 12 апреля 2024 года.) (иврит)
- אלוף (מיל') אליעזר (צ'ייני) מרום הלחימה ברפיח: השבועות הקרובים עומדים להיות מכריעים ישראל היום, 16.6.24 (Вице-адмирал запаса Элиэзер (Чайни) Маром, «Боевые действия в Рафахе: ближайшие недели станут решающими», «Исраэль ха-йом» (16.6.24)) (Архивировано 27 июня 2024 года.) (иврит)
- אלוף (מיל') אליעזר (צ'ייני) מרום להפסיק לדבר עם הרבנים — ולהתחיל לדבר עם החרדים ישראל היום, 4.1.25 (Вице-адмирал запаса Элиэзер (Чайни) Маром, «Прекратить говорить с раввинами — и начать говорить с харедим», «Исраэль ха-йом» (4.1.25)) (Архивировано 6 февраля 2025 года.) (иврит)
- אלוף (מיל') אליעזר (צ'ייני) מרום עסקת חטופים חשובה גם ליחסי ארה"ב־ישראל ישראל היום, 7.1.25 (Вице-адмирал запаса Элиэзер (Чайни) Маром, «Сделка по заложникам важна также для американско-израильских отношений», «Исраэль ха-йом» (7.1.25)) (Архивировано 6 февраля 2025 года.) (иврит)
- אלוף (מיל') אליעזר (צ'ייני) מרום העסקה המתגבשת: נוותר על הישגי המלחמה, נשחרר רוצחים — אבל נחזיר את החטופים ישראל היום, 15.1.25 (Вице-адмирал запаса Элиэзер (Чайни) Маром, «Намечающаяся сделка: мы откажемся от достигнутого в результате войны, отпустим убийц — но вернём заложников», «Исраэль ха-йом» (15.1.25)) (Архивировано 6 февраля 2025 года.) (иврит)
- אלוף (מיל') אליעזר (צ'ייני) מרום אסור שהפרת ההסכם עם חמאס תעבור בשתיקה ישראל היום, 25.1.25 (Вице-адмирал запаса Элиэзер (Чайни) Маром, «Нельзя допустить, чтоб нарушение договора с ХАМАСом прошло незамеченно», «Исраэль ха-йом» (25.1.25)) (Архивировано 6 февраля 2025 года.) (иврит)
- אלוף (מיל') אליעזר (צ'ייני) מרום ערכים מול מפלצתיות: היום שחשף את ההבדל בין ישראל לחמאס ישראל היום, 21.2.25 (Вице-адмирал запаса Элиэзер (Чайни) Маром, «Ценности против чудовищности: день, в который раскрылась разница между Израилем и ХАМАСом», «Исраэль ха-йом» (21.2.25)) (Архивировано 10 июня 2025 года.) (иврит)
- אלוף (מיל') אליעזר (צ'ייני) מרום המפתח לשיקום: תחקיר צה"ל לא מספיק — רק ועדת חקירה ממלכתית תביא צדק לניר עוז ישראל היום, 13.3.25 (Вице-адмирал запаса Элиэзер (Чайни) Маром, «Ключ к восстановлению: внутреннее расследование Армии обороны Израиля недостаточно — только государственная следственная комиссия достигнет справедливости для Нир-Оза», «Исраэль ха-йом» (13.3.25)) (Архивировано 10 июня 2025 года.) (иврит)
- אלוף (מיל') אליעזר (צ'ייני) מרום שתי ציפורים במכה: תקיפות ארה"ב על החות'ים יקרבו אותה לעולם הסוני ישראל היום, 17.3.25 (Вице-адмирал запаса Элиэзер (Чайни) Маром, «Два зайца одним выстрелом: атаки США против хуситов приблизят США к суннитскому миру», «Исраэль ха-йом» (17.3.25)) (Архивировано 10 июня 2025 года.) (иврит)
- אלוף (מיל') אליעזר (צ'ייני) מרום נושא החטופים נמצא בשולי סדר היום: המחאה משחקת לידיה של הממשלה ישראל היום, 23.3.25 (Вице-адмирал запаса Элиэзер (Чайни) Маром, «Вопрос заложников находится на периферии повестки дня: протест играет на руку правительству», «Исраэль ха-йом» (23.3.25)) (Архивировано 10 июня 2025 года.) (иврит)
- אלוף (מיל') אליעזר (צ'ייני) מרום כל צד יוכל לומר ניצחתי: הדרכים מובילות להסכם אזורי חדש ישראל היום, 24.3.25 (Вице-адмирал запаса Элиэзер (Чайни) Маром, «Каждая сторона заявит о своей победе: пути, ведущие к новому региональному соглашению», «Исраэль ха-йом» (24.3.25)) (Архивировано 10 июня 2025 года.) (иврит)
- אלוף (מיל') אליעזר (צ'ייני) מרום האתגר הגדול של ראש השב"כ המיועד אלי שרביט ישראל היום, 31.3.25 (Вице-адмирал запаса Элиэзер (Чайни) Маром, «Большой вызов, стоящий перед Эли Шарвитом, предназначенным на пост главы ШАБАКа», «Исраэль ха-йом» (31.3.25)) (Архивировано 10 июня 2025 года.) (иврит)
- אלוף (מיל') אליעזר (צ'ייני) מרום איום ותזכורת: הדלפת התקיפה שנבלמה היא חלק מהמו"מ של ארה"ב מול איראן ישראל היום, 17.4.25 (Вице-адмирал запаса Элиэзер (Чайни) Маром, «Угроза и напоминание: утечка информации об атаке, которая была остановлена, была частью переговоров между США и Ираном», «Исраэль ха-йом» (17.4.25)) (Архивировано 10 июня 2025 года.) (иврит)
- אלוף (מיל') אליעזר (צ'ייני) מרום אם סינוואר אכן חוסל — זהו הרגע למו"מ בין חמאס לארה"ב שיביא לסיום המלחמה ישראל היום, 14.5.25 (Вице-адмирал запаса Элиэзер (Чайни) Маром, «Если Синвар действительно был ликвидирован — наступил момент для переговоров между ХАМАСом и США, которые приведут к окончанию войны», «Исраэль ха-йом» (14.5.25)) (Архивировано 10 июня 2025 года.) (иврит)
- אלוף (מיל') אליעזר (צ'ייני) מרום הפגנת כוח בחודידה: חיל הים מוכיח יכולות אסטרטגיות נדירות ישראל היום, 10.6.25 (Вице-адмирал запаса Элиэзер (Чайни) Маром, «Демонстрация силы в Ходейде: ВМФ доказывает редкие стратегические способности», «Исраэль ха-йом» (10.6.25)) (Архивировано 10 июня 2025 года.) (иврит)